# Um Anjo Trapalhão
Um Anjo Trapalhão é um filme de comédia brasileiro de 2000, protagonizado por Renato Aragão. Trata-se de uma adaptação de formato do especial Visita de Natal, exibido originalmente pela Rede Globo em 26 de dezembro de 1996 e inspirado no conto de Leon Tolstoi.
Foi gravado no Beto Carrero World e teve locações na Escandinávia.
A ideia de converter o especial de TV, gravado em vídeo, para ser lançado nos cinemas em formato 35 mm partiu da Globo Filmes, que visava repetir a mesma fórmula de O Auto da Compadecida, que originalmente exibido  como  minissérie em 1999, foi transformado em filme no ano seguinte.
Um Anjo Trapalhão foi o 41º filme de Aragão e o primeiro projeto que ele  lançou nos cinemas sem a presença de Dedé Santana, anos após o falecimento dos trapalhões Mussum e Zacarias.

## Enredo
Às vésperas do Natal, o vagabundo Didi chega na Vila Esperança, um típico vilarejo do interior governado por um ganancioso prefeito e sua família. Didi logo se encontra com o sapateiro Zé e sua filha Teteia, e impressionado com a tristeza e a falta de fé dos dois, Didi promete a ambos o que parecia impossível: a visita do Papai Noel e a presença de Deus na noite de Natal. Com seu jeito simplório, o trapalhão opera seu milagre junto à bela beata Querubina, que se liberta do luto guardado por ter sido abandonada pelo noivo no dia do casamento. 
A partir daí, uma série de coincidências faz com que Zé, Teteia, Querubina e os outros moradores da cidade proclamem Didi como sendo o enviado de Deus, enquanto o padre, o sacristão e as beatas do lugar não acreditam no trapalhão. Didi se angustia sem saber como cumprir a promessa. Chega o Natal e, na casa do sapateiro Zé, todos esperam ansiosos a chegada de Deus e Papai Noel. Uma tempestade cai e traz visitas inesperadas - um homem exausto, um menino faminto e uma mulher com frio. Como resposta à boa acolhida, Deus se manifesta, renovando a fé de cada um. O 'anjo' Didi Mocó ainda realiza o sonho de Teteia levando-a até a Lapônia para um passeio de trenó com o próprio Papai Noel.

## Elenco
- Renato Aragão - Didi Mocó
- Paulo Betti - Zé
- Alessandra Aguiar - Teteia
- Isadora Ribeiro - Querubina
- Francisco Milani - Prefeito Henrique
- Tonico Pereira - Padre Lobo
- Geórgia Gomide - Dona Escolástica
- Deborah Secco - Filha do Prefeito
- Talita Castro - Ismália
- Ilya São Paulo - Ismael
- João Carlos Barroso - Zé do Santinho
- Cristina Prochaska - mulher do Zé do Santinho
- Eduardo Martini - Sacristão Belarmino
- Eduardo Caldas - Menino com fome
- Vic Militello - dona do bar

Participações especiais
- Regina Duarte - Moça com frio
- Francisco Cuoco - Homem cansado